# DOMESTIKO
DOMESTIKO es el séptimo álbum de estudio de la banda colombiana 1280 Almas. Fue lanzado oficialmente 23 de julio de 2016 producido por la banda en su sello independiente La Coneja Ciega, publicado en plataformas digitales, CD e incluyendo una edición en Disco de vinilo. 
Este trabajo es una continuidad del estilo musical de la banda e incluye 6 temas completamente nuevos, 4 remasterizados y 2 versiones nuevas de temas clásicos, en palabras del grupo este álbum es la primera parte de una futura producción musical.

## Álbum
La nueva entrega de 1280 Almas, tiene una marcada continuidad con su anterior trabajo y el sello de identidad sonora propia del grupo con un trabajo destacado en la percusión latina, línea de Bajo y Guitarra, el primer sencillo del álbum fue «Los lokos» el cual a diferencia de sus últimos trabajos se conservó intacto para el álbum contando con la ya tradicional descarga gratuita, los temas: «Asesino adentro» contiene un buen trabajo de guitarras y batería con una fuerte y bien lograda letra mientras que «Cayeye» retiene mucho del sabor latino/tropical que siempre está presente en la producciones del grupo. La guitarra toma la primera plana en «El Anarkista domestiko» un tema que mezcla sonidos del Rock y la música disco, brindando una perspectiva de rock alternativo con la peculiar visión del conjunto. La esencia roquera continúa en ‘Juventudes tristes’, concediendo un matiz que se complementa con ‘Terror al amanecer’, una de las piezas mejor logradas de este registro sonoro.
Los temas nuevos fueron presentados en primicia en un concierto privado el 16 de mayo de 2016 seguidos por la primera y exitosa gira del grupo por varios países de Europa, Euroka Tour que los llevó a dos presentaciones en Berlín, Praga, Viena, Amstetten, Bruselas, Berna, Barcelona y Madrid; durante la gira se confirmaron varias presentaciones que no estaban previstas en San Galo, Linz y París.
El disco en su edición CD y LP cuenta con dos lados el "Lado Aktual" con los temas nuevos y el "Lado Viejo" con las reediciones de sus clásicos temas, la recepción del álbum fue muy buena y en diciembre sería considerado como uno de los mejores discos del año

## Lista de temas
Todas las canciones escritas y compuestas por 1280 Almas. 
| Domestiko |                                                                 |          |  |
| N.º       | Título                                                          | Duración |  |
| 1.        | «Asesino Adentro»                                               | 3:30     |  |
| 2.        | «Cayeye»                                                        | 2:32     |  |
| 3.        | «El Anarkista Domestiko»                                        | 4:14     |  |
| 4.        | «Juventudes Tristes»                                            | 3:18     |  |
| 5.        | «Terror al Amanecer»                                            | 3:08     |  |
| 6.        | «Los Lokos»                                                     | 2:38     |  |
| 7.        | «Monstruos (Versión 2016)» (de "Háblame de Horror", 1993)       | 2:58     |  |
| 8.        | «La Ruta del Venado» (de "Changoman", 1999)                     | 5:31     |  |
| 9.        | «Sangre Rebelde» (de "Sangre Rebelde", 2004)                    | 3:04     |  |
| 10.       | «Surfeando en Sangre» (de "Pueblo Alimaña", 2012)               | 3:14     |  |
| 11.       | «DHZ» (de "Pueblo Alimaña", 2012)                               | 4:50     |  |
| 12.       | «Incendio y Sakeo (nueva versión)"» (de "Pueblo Alimaña", 2012) | 4:04     |  |
| 43:04     |                                                                 |          |  |

## Músicos
- Fernando del Castillo - voz.
- Leonardo López - percusión latina.
- Juan Carlos Rojas - bajo.
- Hernando Sierra - guitarra.
- Camilo Bartelsman - batería.